# Анненково (Ромодановський район)
Анне́нково (рос. Анненково, ерз. Анненково) — село у складі Ромодановського району Мордовії, Росія. Адміністративний центр Анненковського сільського поселення.

## Населення
Населення — 595 осіб (2010; 623 у 2002).
Національний склад (станом на 2002 рік):
- росіяни — 72 %